# Андронова Виска
Андронова Виска — река в России, протекает в Республике Коми. Устье реки находится в 182 км по левому берегу реки Ёрсы на высоте 47 метров над уровнем моря. Длина реки составляет 12 км.

## Данные водного реестра
По данным государственного водного реестра России относится к Двинско-Печорскому бассейновому округу, водохозяйственный участок реки — Печора от водомерного поста Усть-Цильма и до устья, речной подбассейн реки — бассейны притоков Печоры ниже впадения Усы. Речной бассейн реки — Печора.
Код объекта в государственном водном реестре — 03050300212103000081267.